# اولاد کیحل
اولاد کیحل (به عربی: اولاد الکیحل) یک شهرداری در الجزایر است که در استان عین تموشنت واقع شده‌است. اولاد کیحل ۳۳٫۰۸ کیلومتر مربع مساحت و ۳٬۶۰۱ نفر جمعیت دارد.